# Abagrotis pulchrata
Abagrotis pulchrata là một loài bướm đêm trong họ Noctuidae. Loài này được tìm thấy ở Bắc Mỹ.
Số MONA hay Hodges của Abagrotis pulchrata là 11036.